# Râul Braia, Argeș
Râul Braia este un curs de apă, afluent al râului Capra. 